# 안드레이 파닌

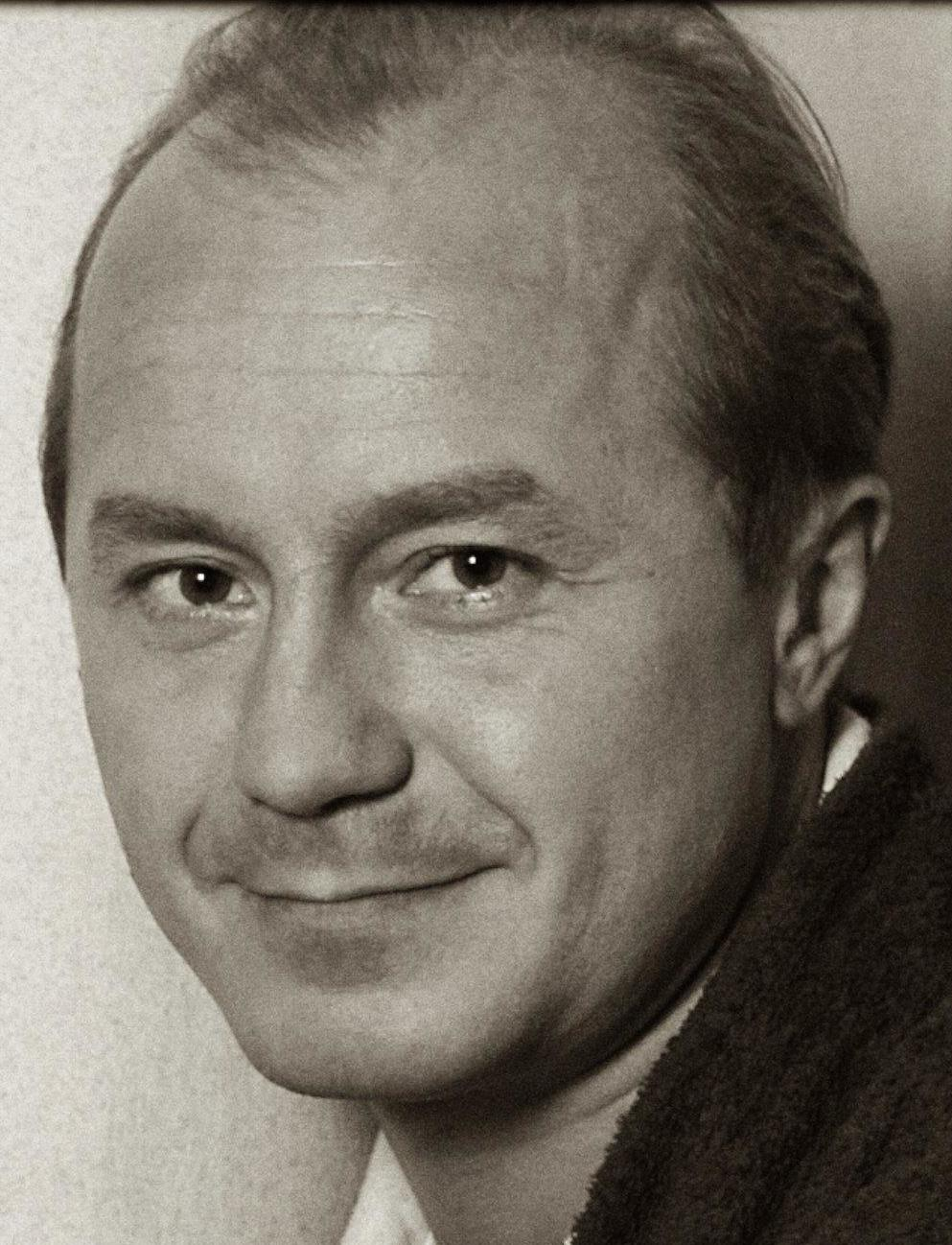

안드레이 블라디미로비치 파닌(러시아어: Андре́й Влади́мирович Па́нин, 1962년 5월 28일 ~ 2013년 3월 6일)은 소련의 영화 감독, 배우, 연극 배우, 텔레비전 배우이다.
노보시비르스크에서 태어났으며 모스크바에서 사망하였다.

## 영화
- 제너레이션 P (2011년) - 콜리아 역
- 위선의 태양 2 (2010년)
- 죽음의 환영 (2008년)
- 모르피아 (2008년)
- 돈 크라이 마미 2 (2005년) - 세일러 역
- 샤도우 복싱 (2005년) - 발리예브 역
- 죽음이라는 이름의 기수 (2004년)
- 드라이버 포 베라 (2004년)
- 양복 한 벌 (2003년)
- 결혼 (2000년)
- 보름달 뜬 날 (1998년)